# Aeroportul Jammu
Aeroportul Jammu (IATA: IXJ, ICAO: VIJU) este un aeroport din Jammu, Jammu district⁠(d), Jammu division⁠(d), Jammu și Cașmir (teritoriu unional), India ce deservește zona Jammu. Aeroportul a fost tranzitat în decembrie 2022 de 142.552 de pasageri.
Situat la o altitudine de 314 m, aeroportul dispune de o singură pistă. Este operat de Airports Authority of India⁠(d).